# Stewartia densivillosa
Stewartia densivillosa är en tvåhjärtbladig växtart som först beskrevs av Hu Hsien-Hsu, Hung T. Chang och C.X. Ye, och fick sitt nu gällande namn av J. Li och Ming. Stewartia densivillosa ingår i släktet Stewartia och familjen Theaceae. Inga underarter finns listade i Catalogue of Life.